# Panchimalco
Panchimalco é um município localizado no departamento de San Salvador, em El Salvador.